# 호쿠리쿠 신칸센
호쿠리쿠 신칸센(일본어: 北陸新幹線, ほくりくしんかんせん)은 조신에쓰 지방과 호쿠리쿠 지방을 경유하여 도쿄도와 오사카시를 연결하는 계획의 정비 신칸센이다. 1997년에 도쿄역에서 나가노역까지 부분 개통을 하면서 이 구간을 편의상 나가노 신칸센(일본어: 長野新幹線)이라고 불렀으나, 2015년 3월 14일 나가노역에서 가나자와역까지의 구간을 개통하면서 호쿠리쿠 신칸센(나가노 경유)로 명칭을 변경하였다. 또한 조에쓰묘코역을 기준으로 도쿄역에서 조에쓰묘코 역까지는 동일본 여객철도에서 관할하고, 그 이후 구간은 서일본 여객철도에서 관할하고 있다. 2024년 3월 16일 가나자와역 ~ 쓰루가역이 추가로 연장되었다.
노선 색은 동일본 여객철도 구간에서는 녹색(■)을 사용하며, 서일본 여객철도 구간에서는 청색(■)을 사용한다.

## 노선 정보
- 영업 거리: 470.6 km
- 실제 거리: 470.6 km
- 역 수: 19개
- 궤간: 1,435 mm
- 복선화 구간: 전 구간
- 전철화 구간: 전 구간
- 전철화 구간:
  - 다카사키 ~ 가루이자와: 교류 25 Kv 50 Hz
  - 사쿠다이라 ~ 쓰루가: 교류 25 Kv 60 Hz
  - 이토이가와 역 주변: 교류 25 Kv 50 Hz
  - 절연 구간: 가루이자와 ~ 사쿠다이라 , 이토이가와 역 이전과 이후

## 차량
| 차량      | 최고 속도 （단위 : km/h） | 최고 속도 （단위 : km/h） | 도입 시기 | 운행 중단 시기 |
| 차량      | 가가야키 하쿠타카         | 쓰루기 아사마             | 도입 시기 | 운행 중단 시기 |
| --------- | ------------------------- | ------------------------- | --------- | -------------- |
| 200계     | 240                       | 240                       | 1998년    | 1998년         |
| E2계      | 260                       | 260                       | 1997년    | 2017년         |
| E4계      | 240                       | 240                       | 2001년    | 2003년         |
| E7계·W7계 | 260                       | 260                       | 2014년    | 현재           |

## 역사

### 나가노 신칸센
나가노시에서 열리는 1998년 동계 올림픽에 맞춰 1997년 10월 1일 호쿠리쿠 신칸센의 일부 구간으로서 다카사키에서 나가노까지 개통되었다. 개업과 동시에 신에쓰 본선 구간 중에서 우스이 고개를 넘던 요코카와에서 가루이지와 구간은 폐선되었다. 또한 가루이자와에서 시노노이 구간은 제3섹터인 시나노 철도로 이관되어 신칸센 개통으로 인한 병행재래선의 경영분리의 첫 사례가 되었다.
이 노선의 개통으로 도쿄에서 나가노까지 2시간 30분 이상 걸리던 것이 1시간 20분으로 크게 단축되어 동계 올림픽 관광객 수송에 큰 편의를 주었다. 당시 호쿠리쿠 신칸선이 도야마현과 이시카와현 등의 호쿠리쿠 지방까지 개통되지 않았으므로 정식 명칭인 호쿠리쿠 신칸센으로 안내할 경우에 승객에게 혼란을 줄 우려가 있었기 때문에 개업 당시에는 "나가노행 신칸센"으로 안내하였으며 이후에 "나가노 신칸센"으로 바꾸었다.
도쿄에서 오미야까지의 구간은 도호쿠 신칸센, 오미야와 다카사키 사이는 조에쓰 신칸센이 정식 명칭이지만 승객에게는 운행 구간에 따라 이름이 안내되므로 도쿄 ~ 나가노 사이를 달리는 열차는 "나가노 신칸센"으로 안내하였다. 이후 2015년 3월 14일 호쿠리쿠 신칸센이 이시카와 현 가나자와시까지 연장되면서 호쿠리쿠 신칸센(나가노 경유)이라는 명칭을 사용하고 있다.

### 연표
- 1989년 8월 2일 다카사키역 ~ 가루이자와역 구간 착공.
- 1991년 9월 4일 가루이자와역 ~ 나가노역 구간 착공.
- 1994년 1월 29일 동일본 여객철도, 나가노역 신(新)역사 착공.
- 1997년 10월 1일 다카사키역 ~ 나가노역 구간(나가노 신칸센) 영업 운전 개시.
- 1998년 3월 28일 나가노역 ~ 조에쓰 역(가칭) 구간 착공.
- 2001년 5월 27일 조에쓰 역(가칭) ~ 도야마역 구간 착공.
- 2005년 6월 4일 도야마역 ~ 가나자와역 ~ 하쿠산 종합차량기지 착공.
- 2012년 8월 18일 가나자와역 ~ 쓰루가역 구간 착공.
- 2015년 3월 14일 나가노역 ~ 가나자와역 구간이 연장 개통.
- 2024년 3월 16일 가나자와역 ~ 쓰루가역 구간이 연장 개통.

2016년 12월 20일, 여당 정비 신칸센 건설 추진 프로젝트 팀의 검토위원회는 호쿠리쿠 신칸센의 쓰루가역 이서 구간을 확정지었다. 해당 보고에 따르면, 후쿠이현 오바마시에서 남쪽으로 교토역으로 연결 "오바마 교토 루트"가 적절하다고 중간보고를 정리하였으며, 여당 정비 신칸센 건설 추진 프로젝트 팀은 이에 따라 "오바마 교토 루트"를 정식 노선으로 발표하였다.
2017년 3월 15일에는 여당 정비 신칸센 프로젝트 팀의 발표에 따라, 교토 역~신오사카 역간 경로가 결정되었다. 도카이도 신칸센과 달리 남쪽으로 우회하는 루트로 결정되었으며, 마쓰이야마테역이 신설된다. 이로써 44년 만에 전 노선의 경로가 확정되었다.

### 호쿠리쿠 주쿄 신칸센
1973년 11월 15일에 기본 계획이 공시된 노선으로 쓰루가역 ~ 나고야역을 잇는 노선으로 석유 파동과 재정 악화로 인해 공사가 보류되었다.

## 역 목록
| 가선 전압                                                             | 한글 이름                                    | 일본어 이름                                  | 실제 거리 (km) (타카사키 기점)               | 접속 노선 | 소재지                                       | 소재지                                       |
| 동일본 여객철도 관할구간 (도쿄 ~ 조에쓰묘코)                          | 동일본 여객철도 관할구간 (도쿄 ~ 조에쓰묘코) | 동일본 여객철도 관할구간 (도쿄 ~ 조에쓰묘코) | 동일본 여객철도 관할구간 (도쿄 ~ 조에쓰묘코) | 동일본 여객철도 관할구간 (도쿄 ~ 조에쓰묘코) | 동일본 여객철도 관할구간 (도쿄 ~ 조에쓰묘코) | 동일본 여객철도 관할구간 (도쿄 ~ 조에쓰묘코) |
| --------------------------------------------------------------------- | -------------------------------------------- | -------------------------------------------- | -------------------------------------------- | --- | -------------------------------------------- | -------------------------------------------- |
| 50 Hz                                                                 | 도쿄                                         | 東京                                         | -108.6                                       | 도카이 여객철도 도카이도 신칸센 동일본 여객철도 야마노테 선 · 게이힌도호쿠 선 · 도카이도 선 · 주오 쾌속선 · 요코스카 · 소부 쾌속선 · 게이요 선 · ■ 우에노-도쿄라인 도쿄 메트로 마루노우치 선 | 도쿄도                                       | 지요다구                                     |
| 50 Hz                                                                 | 우에노                                       | 上野                                         | -105.0                                       | 동일본 여객철도 야마노테 선 · 게이힌도호쿠 선 · 다카사키 선 · 우쓰노미야 선 · 조반 쾌속선 · ■ 조반선 · ■ 우에노-도쿄라인 도쿄 메트로 긴자 선 · 히비야 선 게이세이 전철 게이세이 본선 (게이세이우에노 역)                                                                                          | 도쿄도                                       | 다이토구                                     |
| 50 Hz                                                                 | 오미야                                       | 大宮                                         | -77.3                                        | 동일본 여객철도 도호쿠 신칸센 동일본 여객철도 게이힌도호쿠 선 · 사이쿄 선 · ■ 가와고에 선 · 다카사키 선 · 우쓰노미야 선 · 쇼난 신주쿠 라인 도부 철도 노다 선 사이타마 신도시 교통 뉴 셔틀 | 사이타마현                                   | 사이타마시 오미야구                          |
| 50 Hz                                                                 | 구마가야                                     | 熊谷                                         | -40.7                                        | 동일본 여객철도 다카사키 선 · 쇼난 신주쿠 라인 지지부 철도 ■ 지치부 본선 | 사이타마현                                   | 구마가야시                                   |
| 50 Hz                                                                 | 혼조와세다                                   | 本庄早稲田                                   | -19.6                                        | | 사이타마현                                   | 혼조시                                       |
| 50 Hz                                                                 | 다카사키                                     | 高崎                                         | 0.0                                          | 동일본 여객철도 조에쓰 신칸센 동일본 여객철도 다카사키 선 · 쇼난 신주쿠 라인 · ■ 신에쓰 본선 · ■ 조에쓰선 · ■ 료모 선 조신 전철 ■ 조신 선 | 군마현                                       | 다카사키시                                   |
| 50 Hz                                                                 | 안나카하루나                                 | 安中榛名                                     | 18.5                                         | | 군마현                                       | 안나카시                                     |
| 50 Hz                                                                 | 가루이자와                                   | 軽井沢                                       | 41.8                                         | 시나노 철도 ■ 시나노 선 | 나가노현                                     | 기타사쿠군 가루이자와정                      |
| 60 Hz                                                                 | 사쿠다이라                                   | 佐久平                                       | 59.4                                         | 동일본 여객철도 ■ 고우미 선 | 나가노현                                     | 사쿠시                                       |
| 60 Hz                                                                 | 우에다                                       | 上田                                         | 84.2                                         | ■ 시나노 선 우에다 교통 ■ 벳쇼 선 | 나가노현                                     | 우에다시                                     |
| 60 Hz                                                                 | 나가노                                       | 長野                                         | 117.4                                        | 동일본 여객철도 ■ 신에쓰 본선 · ■ 이야마 선 시나노 철도 ■ 시나노 선 · ■ 기타시나노 선 나가노 전철 ■ 나가노 선 | 나가노현                                     | 나가노시                                     |
| 60 Hz                                                                 | 이야마                                       | 飯山                                         | 147.3                                        | 동일본 여객철도 ■ 이야마 선 | 나가노현                                     | 이야마시                                     |
| 60 Hz                                                                 | 조에쓰묘코                                   | 上越妙高                                     | 176.8                                        | 에치고토키메키 철도 ■ 묘코 하네우마 라인 | 니가타현                                     | 조에쓰시                                     |
| 서일본 여객철도 관할구간 (조에쓰묘코(당 역사는 동일본 관할) ~ 쓰루가) |                                              |                                              |                                              | |                                              |                                              |
| 50 Hz                                                                 | 이토이가와                                   | 糸魚川                                       | 213.8                                        | 서일본 여객철도 ■ 오이토 선 에치고토키메키 철도 ■ 니혼카이 히스이 라인 | 니가타현                                     | 이토이가와시                                 |
| 60 Hz                                                                 | 구로베우나즈키온센                           | 黒部宇奈月温泉                               | 253.1                                        | 도야마 지방철도 ■ 철도본선 (신구로베 역) | 도야마현                                     | 구로베시                                     |
| 60 Hz                                                                 | 도야마                                       | 富山                                         | 286.9                                        | 서일본 여객철도 ■ 다카야마 본선 아이노카제 도야마 철도 ■ 아이노카제 도야마 철도선 도야마 지방철도 ■ 철도본선 (후도마에 - 카미타키 선, 타테야마 선 직통 포함, 덴데쓰도야마 역) · 궤도선 (● 1호계통 · ● 2호계통 · ● 3호계통, 도야마역 정류장) 도야마 라이트 레일 ● 도야마항선 (도야마역키타 정류장) | 도야마현                                     | 도야마시                                     |
| 60 Hz                                                                 | 신타카오카                                   | 新高岡                                       | 305.8                                        | 서일본 여객철도 ■ 조하나 선 | 도야마현                                     | 다카오카시                                   |
| 60 Hz                                                                 | 가나자와                                     | 金沢                                         | 345.5                                        | 서일본 여객철도 ■ 나나오 선 IR 이시카와 철도 ■ IR 이시카와 철도선 호쿠리쿠 철도 ■ 아사노가와 선 | 이시카와현                                   | 가나자와시                                   |
| 60 Hz                                                                 | 고마쓰                                       | 小松                                         | 372.6                                        | IR 이시카와 철도 ■ IR 이시카와 철도선 | 이시카와현                                   | 고마쓰시                                     |
| 60 Hz                                                                 | 가가 온센                                    | 加賀温泉                                     | 387.2                                        | IR 이시카와 철도 ■ IR 이시카와 철도선 | 이시카와현                                   | 가가시                                       |
| 60 Hz                                                                 | 아와라 온센                                  | 芦原温泉                                     | 403.4                                        | 해피라인 후쿠이 ■ 해피라인 후쿠이선 | 후쿠이현                                     | 아와라시                                     |
| 60 Hz                                                                 | 후쿠이                                       | 福井                                         | 421.4                                        | 서일본 여객철도 ■ 에치미키타 선 해피라인 후쿠이 ■ 해피라인 후쿠이선 후쿠이 철도 ■ 후쿠무 선 (후쿠이역 정류장) 에치젠 철도 ■ 가쓰야마에이헤이지 선 · ■ 미쿠니아와라 선 | 후쿠이현                                     | 후쿠이시                                     |
| 60 Hz                                                                 | 에치젠타케후                                 | 越前たけふ                                   | 440.4                                        | (신칸센 전용 역) | 후쿠이현                                     | 에치젠시                                     |
| 60 Hz                                                                 | 쓰루가                                       | 敦賀                                         | 470.6                                        | 서일본 여객철도 ■ 호쿠리쿠 본선 · ■ 오바마 선 해피라인 후쿠이 ■ 해피라인 후쿠이선 | 후쿠이현                                     | 쓰루가시                                     |
| 계획 중인 구간 (쓰루가 ~ 신오사카)                                    |                                              |                                              |                                              | |                                              |                                              |
| 60 Hz                                                                 | 히가시오바마 (가칭)                          | 東小浜                                       | (미정)                                       | 서일본 여객철도 ■ 오바마 선 | 후쿠이현                                     | 오바마시                                     |
| 60 Hz                                                                 | 교토                                         | 京都                                         | (미정)                                       | 도카이 여객철도 도카이도 신칸센 서일본 여객철도 ■ JR 교토 선 · ■ 비와코 선 · ■ 고세이 선 · ■ 나라 선 · ■ 사가노 선 긴키 닛폰 철도 ■ 교토 선 교토 시영 지하철 가라스마 선 | 교토부                                       | 교토시 시모교구 · 미나미 구                  |
| 60 Hz                                                                 | 마쓰이야마테 (가칭)                          | 松井山手                                     | (미정)                                       | 서일본 여객철도 ■ 가타마치 선 | 교토부                                       | 교타나베시                                   |
| 60 Hz                                                                 | 신오사카                                     | 新大阪                                       | (미정)                                       | 도카이 여객철도 도카이도 신칸센 · 서일본 여객철도 산요 신칸센 서일본 여객철도 ■ JR 교토 선 · ■ 오사카 히가시선 오사카 메트로 미도스지 선 | 오사카부                                     | 오사카시 요도가와구                          |

- 도쿄 ~ 오미야 구간에서는 도호쿠 신칸센 및 조에쓰 신칸센과 선로를 공유한다.
- 오미야 ~ 다카사키 구간에서는 조에쓰 신칸센과 선로를 공유한다.

### 각 역의 구조
각 역 구내 배선 및 홈 형식을 표로 나타낸다.
원칙으로서 모든 열차가 정차하여 통과 열차가 없는 역에서는 "2면 4선"의 구내 배선이 기본이 된다. 즉, 섬식 홈을 2면 배치하여 정류장은 상하선에 각각 2개소, 총 4곳을 마련하는 구조이다. 상하선 모두 각각 2개의 열차가 동시에 정차 가능하고, 상호 환승이 가능한 배선이다.
통과 열차가 있는 역에서는, 본선(통과선)에 직접 홈을 마련하지 않고, 본선과는 별도로 대피선을 설치한 후에 홈을 마련하는 구조가 기본이다. 이는 홈의 이용객과 고속으로 통과하는 열차 사이에 거리를 확보하여 풍압 등에 의한 사고를 막는 것이 목적이다.
후쿠이역은 섬식 승강장, 고마쓰역은 2면 3선식 승강장 구조로 되어 있다.
| 배선 분류 | 2면4선                                                                                       | 2면2선+통과선            | 2면3선+통과선 | 2면2선                                                                                                  |
| 구내도    |                                                                                              |                          |               | |
| 해당역    | 우에노역・가루이자와역 나가노역・조에쓰묘코역 도야마역・가나자와역・에치젠타케후역・쓰루가역 | 혼조와세다역・가가온센역 | 구마가야역    | 안나카하루나역・사쿠다이라역 우에다역・이야마역 이토역・신타카오카역 구로베우나즈키온센역・아와라온센역 |

| 배선 분류 | 2면4선+통과선 | 3면6선   | 2면4선 |
| 구내도    |               |          |        |
| 해당역    | 다카사키역    | 오미야역 | 도쿄역 |

## 운행 형태
| 열차 등급                      | 도쿄              | 우에노            | 오미야            | 구마가야          | 혼조와세다        | 다카사키          | 안나카하루나      | 가루이자와        | 사쿠다이라        | 우에다            | 나가노 | 이야마 | 조에쓰묘코 | 이토이가와 | 구로베우나즈키온센 | 도야마 | 신타카오카 | 가나자와 | 고마쓰 | 가가 온센 | 아와라 온센 | 후쿠이 | 에치젠타케후 | 쓰루가 |
| ------------------------------ | ----------------- | ----------------- | ----------------- | ----------------- | ----------------- | ----------------- | ----------------- | ----------------- | ----------------- | ----------------- | ------ | ------ | ---------- | ---------- | ------------------ | ------ | ---------- | -------- | ------ | --------- | ----------- | ------ | ------------ | ------ |
| 가가야키                       | ●                 | ■                 | ●                 | ↔                 | ↔                 | ↔                 | ↔                 | ↔                 | ↔                 | ↔                 | ●      | ↔      | ↔          | ↔          | ↔                  | ●      | ↔          | ●        | ■      | ■         | ■           | ●      | ■            | ●      |
| 하쿠타카                       | ●                 | ●                 | ●                 | ↔                 | ↔                 | ■                 | ↔                 | ■                 | ■                 | ■                 | ●      | ■      | ●          | ●          | ●                  | ●      | ●          | ●        | ●      | ●         | ●           | ●      | ●            | ●      |
| 하쿠타카                       | （하루 3회 왕복） | （하루 3회 왕복） | （하루 3회 왕복） | （하루 3회 왕복） | （하루 3회 왕복） | （하루 3회 왕복） | （하루 3회 왕복） | （하루 3회 왕복） | （하루 3회 왕복） | （하루 3회 왕복） | ●      | ●      | ●          | ●          | ●                  | ●      | ●          | ●        |        |           |             |        |              |        |
| 쓰루기                         |                   |                   |                   |                   |                   |                   |                   |                   |                   |                   |        |        |            |            |                    | ●      | ●          | ●        | ■      | ■         | ■           | ●      | ■            | ●      |
| 아사마                         | ●                 | ●                 | ●                 | ■                 | ■                 | ●                 | ■                 | ●                 | ●                 | ●                 | ●      |        |            |            |                    |        |            |          |        |           |             |        |              |        |
| ●＝정차；■＝일부 정차；↔＝통과 |                   |                   |                   |                   |                   |                   |                   |                   |                   |                   |        |        |            |            |                    |        |            |          |        |           |             |        |              |        |

### 열차 애칭
가가야키
도쿄 - 쓰루가 구간에서 가장 빠른 열차의 애칭이며 전 좌석 지정석이다. 필수 정차역은 도쿄역, 우에노 역, 오미야 역, 나가노 역, 도야마 역, 가나자와 역, 후쿠이 역, 쓰루가 역이다. 고마쓰 역 - 아와라 온센 역, 에치젠타케후 역은 일부 정차한다.
하쿠타카
도쿄 - 가나자와 구간을 운행한다. 자유석이 있으며 조에쓰묘코 역과 가나자와 역 사이는 각 역에 정차하며, 고마쓰 역 - 아와라 온센 역, 에치젠타케후 역은 일부 정차한다. 후쿠이 역과 쓰루가 역은 무조건 정차한다. 이야마 역은 일부 열차가 정차한다.
아사마
도쿄 - 나가노 구간을 운행한다. 자유석이 있으며, 가루이자와 역과 나가노 역 사이는 각 역에 정차한다. 안나카하루나 역은 일부 열차가 정차한다.
쓰루기
도야마 - 쓰루가 구간을 운행한다. 자유석이 있으며, 그랜클래스에 승차가 불가능하다.
| 이름     | 기점   | 종점   | 자유석 | 지정석 추가 요금 | 그랜클래스                               | 사용 차량 |
| -------- | ------ | ------ | ------ | ---------------- | ---------------------------------------- | --------- |
| 가가야키 | 도쿄   | 쓰루가 | 아니오 | 아니오           | 예                                       | E7,W7     |
| 하쿠타카 | 도쿄   | 쓰루가 | 예     | 아니오           | 예                                       | E7,W7     |
| 아사마   | 도쿄   | 나가노 | 예     | 아니오           | 일부(E7,W7운행 열차) 차내 서비스가 없다. | E7,W7     |
| 쓰루기   | 도야마 | 쓰루가 | 예     | 아니오           | 아니오                                   | E7,W7     |